# Honor MagicWatch 2
Honor MagicWatch 2 - смарт-часы компании Huawei. Были представлены 26 ноября 2019 года.
Поступили в продажу 12 декабря 2019 года (в Китае - 3 января 2020 года). 
В Китае первая партия часов из 10 000 штук была распродана за 1 минуту.

## Технические характеристики
- Процессор Kirin A1
- Дисплей часов (1,39-дюймовый в 46-мм модели (454 × 254 пикселей, 326 ppi) или 1,2-дюймовый в 42-мм версии (390 × 390, 326 ppi)) AMOLED-типа.
- Водонепроницаемость - погружение под воду до 50 м.
- Датчик сердцебиений
- GPS/ГЛОНАСС
- Bluetooth
- NFC

Материал корпуса из авиационной нержавеющей стали марки 361L.

## Программное обеспечение
Устройство поставляется с приложениями для 13 видов физической активности и 15 вариантов упражнений. В привязанном смартфоне есть возможность мониторинга физической активности через фирменное приложение.